# MAZ

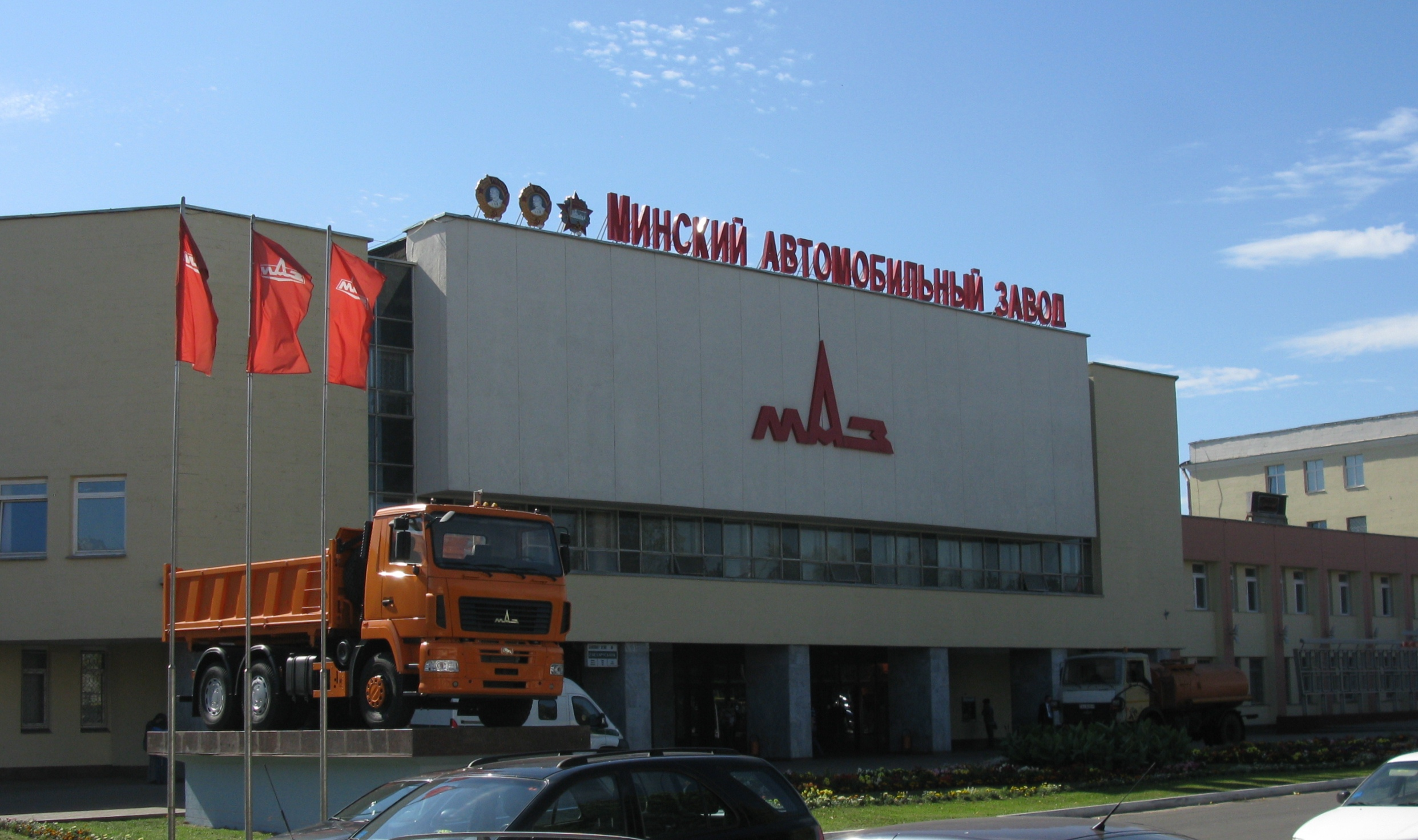
Fabryka MAZ

MAZ (Mińska Fabryka Samochodów, biał. Мінскі аўтамабільны завод; Minski Autamabilny Zawod, w skrócie МАЗ, ros. Минский Автомобильный Завод; Minskij Awtomobilnyj Zawod) – istniejący od 1944 roku i produkujący od 1947 roku białoruski producent samochodów ciężarowych  i specjalistycznych, autobusów i trolejbusów (w latach 1995–2001 na licencji Neoplana) oraz przyczep i naczep z siedzibą w Mińsku. Przedsiębiorstwo jest jednym z największych państwowych producentów samochodów na Białorusi.
W 1991 roku z Mińskiej Fabryki Samochodów wydzielono Mińską Fabrykę Ciągników Kołowych (MZKT).

## Autobusy marki MAZ
- MAZ 101 – 12-metrowy niskopodłogowy autobus miejski (1992-1996)
- MAZ 103 – 12-metrowy autobus miejski (1996-nadal)
- MAZ 104 – 12-metrowy miejski autobus wysokopodłogowy (1997-2007)
- MAZ 105 – 18-metrowy wysokopodłogowy autobus miejski (1997-nadal)
- MAZ 107 – 15-metrowy niskopodłogowy autobus miejski (2001-nadal)
- MAZ 152 – 12-metrowy autobus międzymiastowy (2000-nadal)
- MAZ 171 – autobus lotniskowy (2007-nadal)
- MAZ 203 – 12-metrowy niskopodłogowy autobus miejski (2006-nadal)
- MAZ 205 – 18-metrowy niskopodłogowy autobus miejski (2009-nadal)
- MAZ 206 – 8,5-metrowy autobus miejski (2006-nadal)
- MAZ 215 – 18,75-metrowy niskopodłogowy autobus miejski
- MAZ 226 – podmiejska odmiana modelu 206 (2007-nadal)
- MAZ 251 – 12-metrowy autobus turystyczny (2005-nadal)
- MAZ 256 – 8-metrowy autobus międzymiastowy (2005-nadal)

## MAZ w Polsce
Oprócz dość często jeszcze spotykanych ciężarówek, w Polsce eksploatowanych jest również ponad 20 autobusów MAZ. Pojazdy reprezentujące modele 103, 105, 107, 203, 206, 226 i 256 obecne w Białymstoku, Ełku, Elblągu, Hajnówce, Tczewie, Bielsku Podlaskim, Kielcach oraz w Krakowie oraz dwa trolejbusy znajdujące się w taborze lubelskiego MPK. Wojsko Polskie użytkuje kilkanaście sztuk pojazdów MAZ 543A jako nośnika systemu antenowego i kabiny dowodzenia systemu rakietowego NEWA SC.

### MAZ w Górnośląsko-Zagłębiowskiej Metropolii
W Górnośląsko-Zagłębiowskiej Metropolii (GZM) przewoźnicy prywatni posiadają dużo autobusów MAZ, bo są w przeciwieństwie do konkurencji tanie. Przewoźnicy ZTM posiadają 34 autobusy typu MAZ 103, 8 piętnastometrowych typu MAZ 107 i 34 modeli MAZ 203. Tutejszy transport miejski jest także wzbogacony o 4 przegubowe jedynie występujące w Polsce pojazdy typu MAZ 205 oraz 8 MAZ 206.

## Sankcje
W 2021 r. MAZ (jak i jego dyrektor Iwankowicz) został dodany do listy sankcyjnej UE, Szwajcarii i Kanady.
W marcu 2023 r. Departament Skarbu USA umieścił MAZ i Iwankowicza na liście specjalnie wyznaczonych obywateli i osób zablokowanych (SDN). W maju 2023 roku Ukraina nałożyła sankcje na zakład.

## Galeria

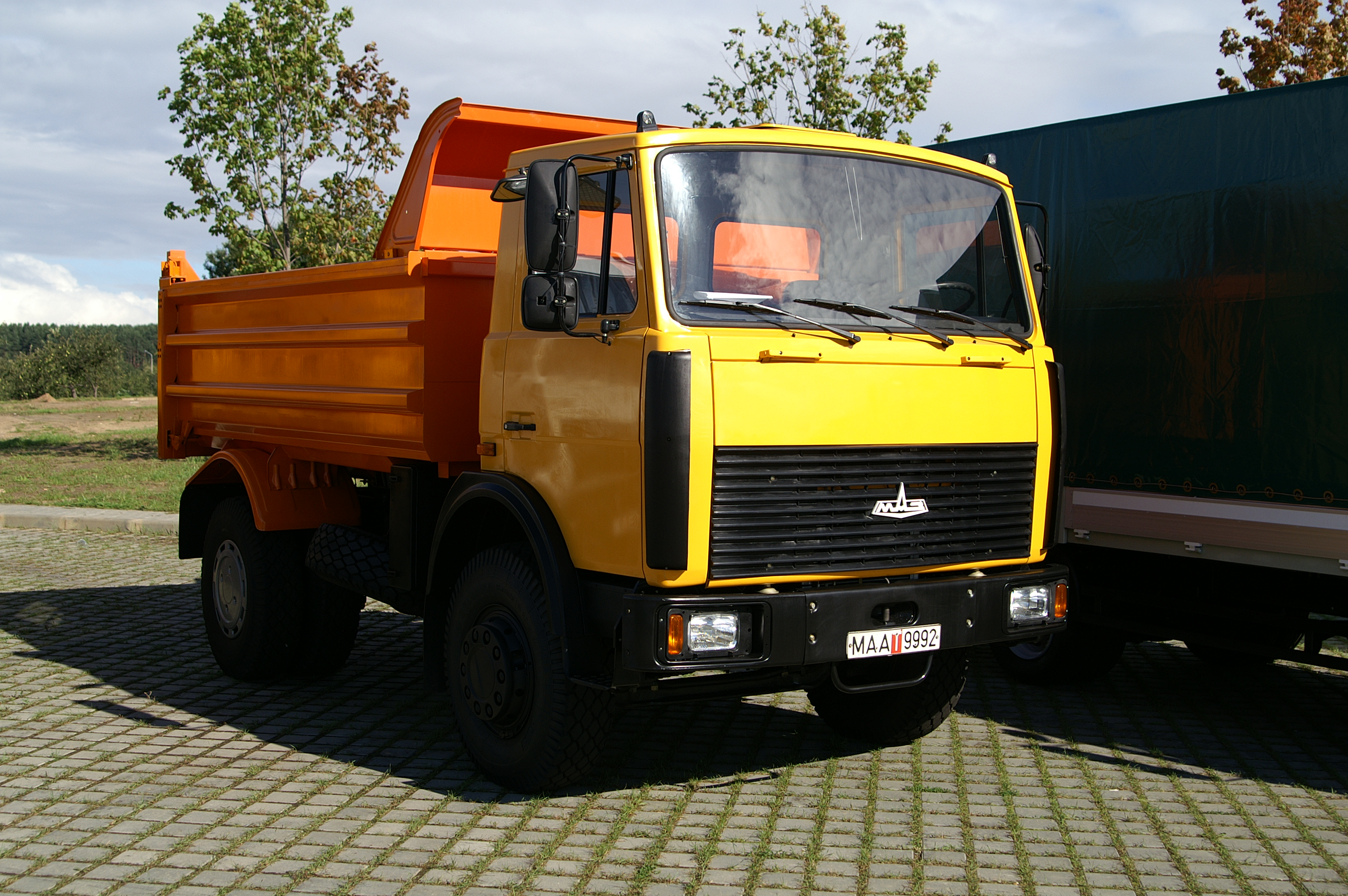
MAZ 5551
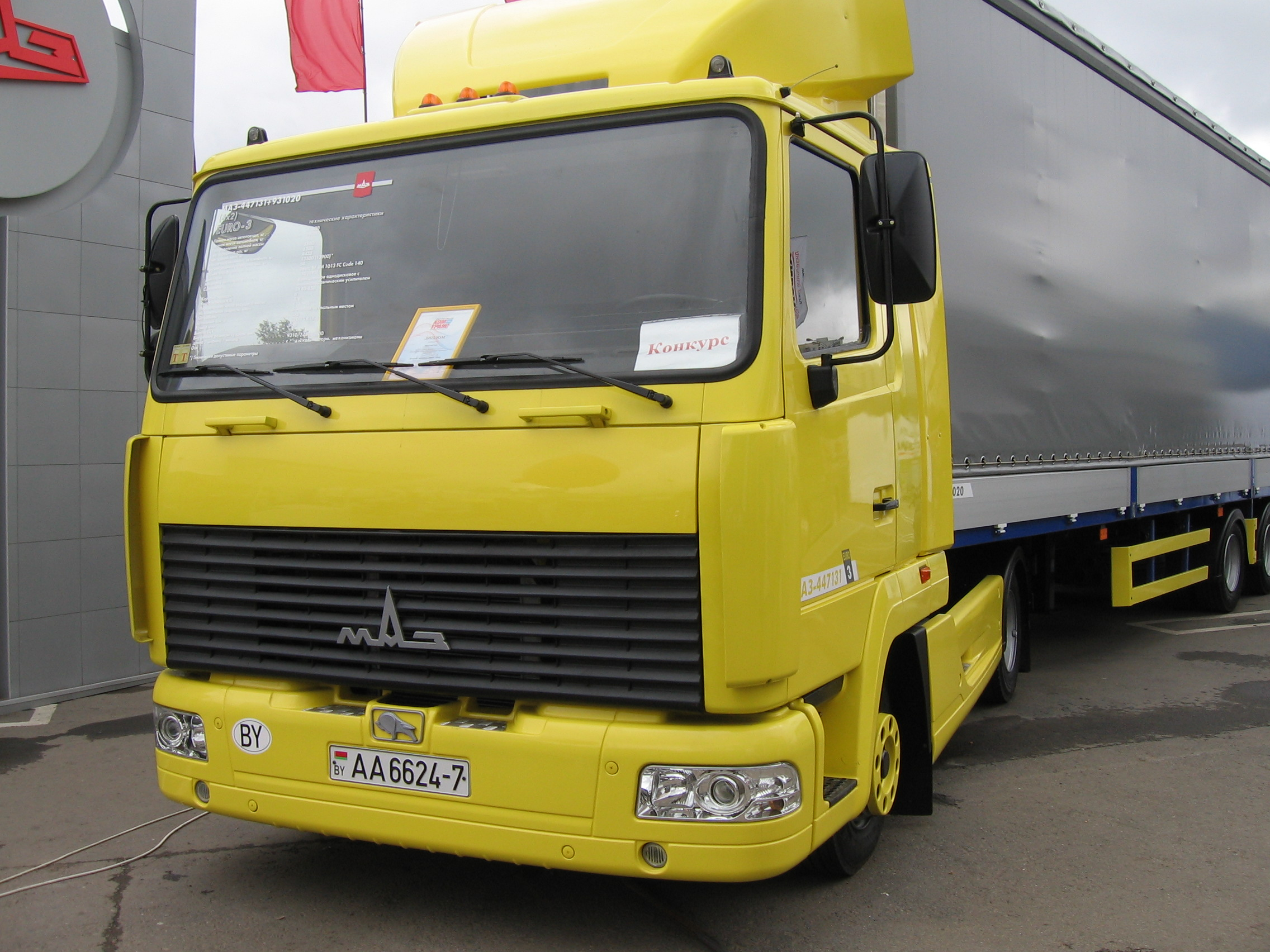
MAZ-447131
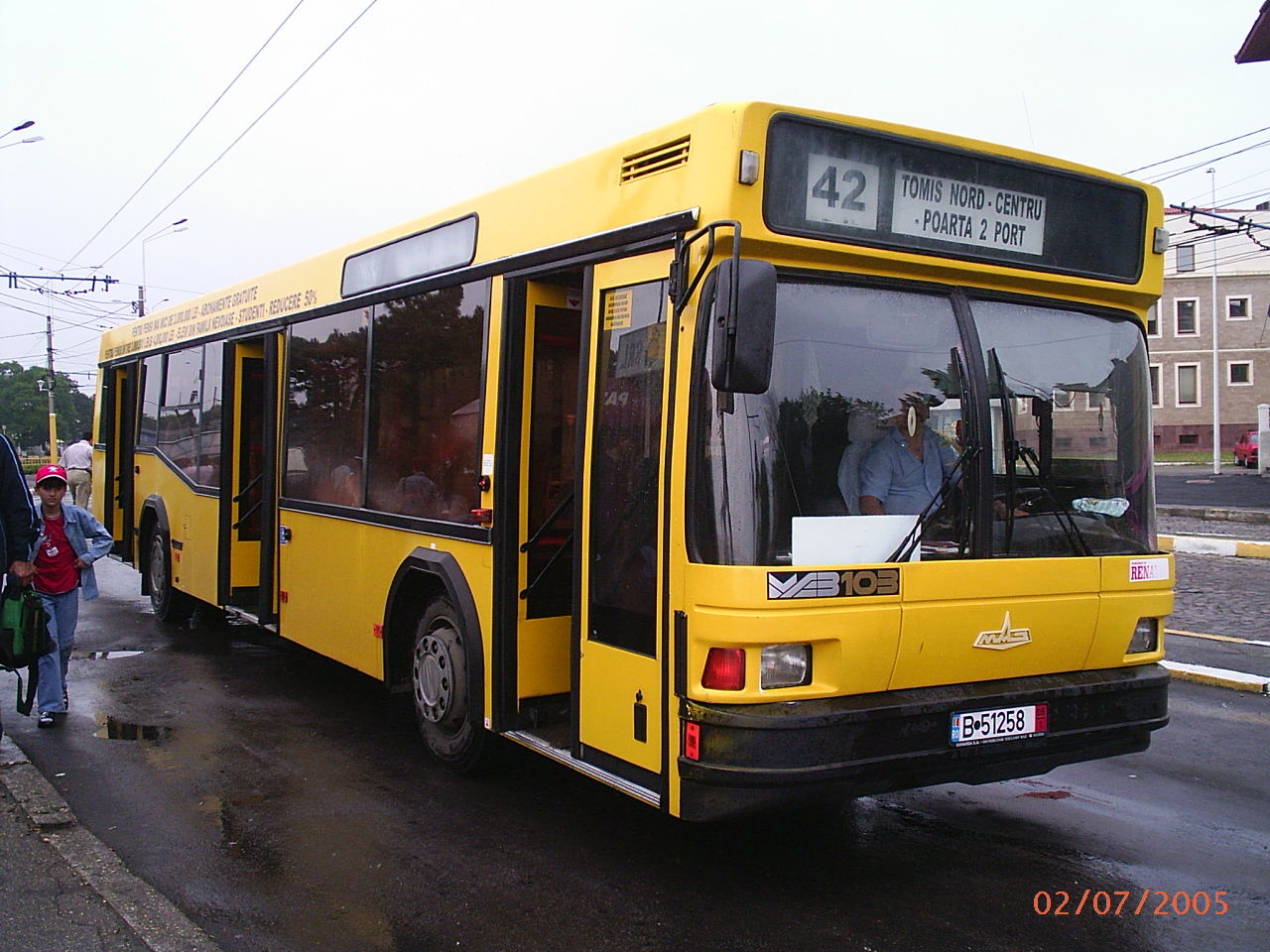
Autobus MAZ 103 – licencyjna wersja autobusu Neoplan N4016
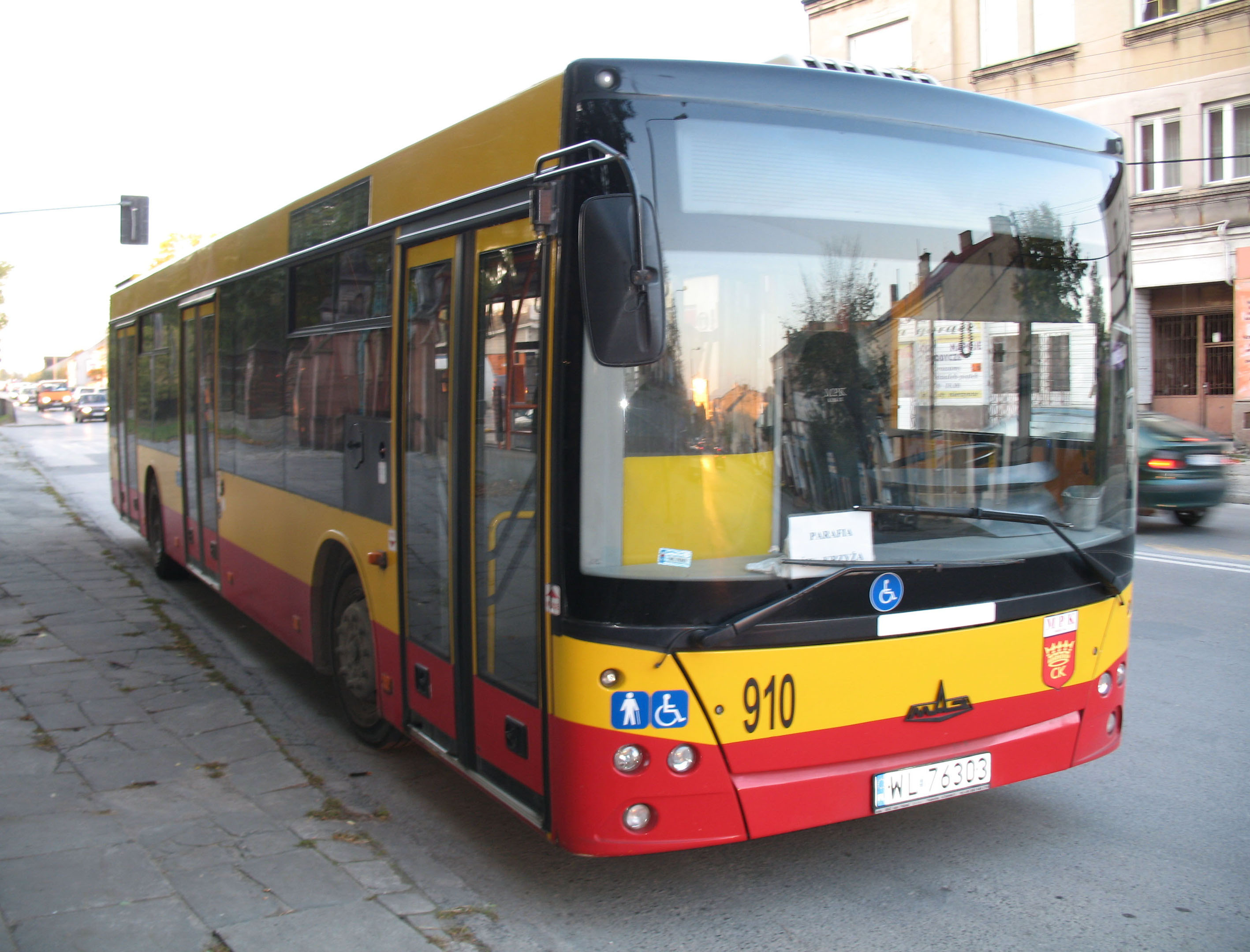
Autobus MAZ-203 w Kielcach
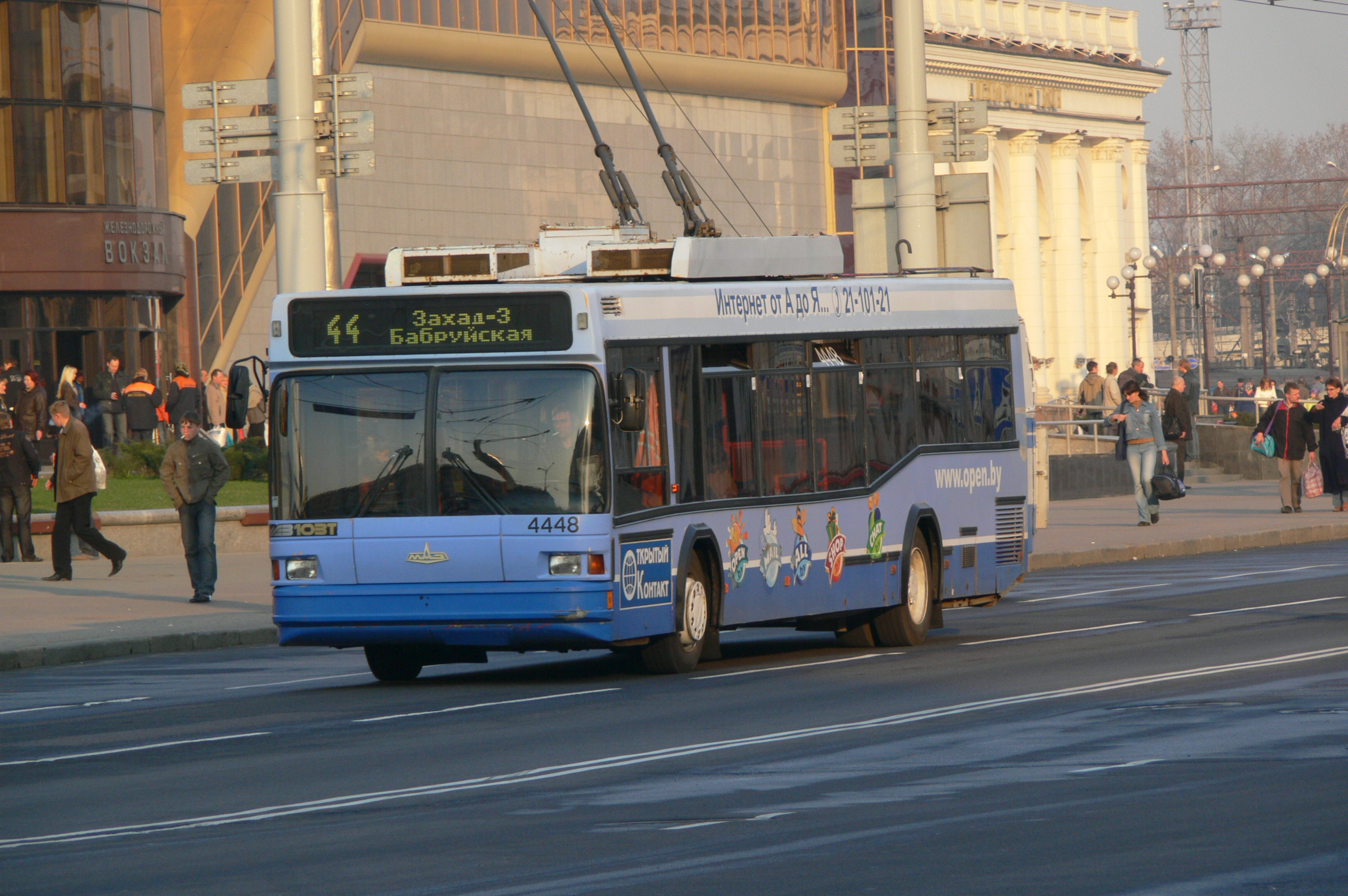
Trolejbus MAZ 103T